# 텔롭
텔롭(Telop)은 텔레비전 불투명 투영기(Television Opaque Projector)의 약자로서, 1949년 미국의 그레이연구개발회사와 CBS가 실용화한 TV방송용 정지화면 송출장치의 상표명이다.
텔레비전 카메라나 녹화영상을 이용하지 않고 정지화면 도상을 전면적으로 표시하는 수단으로서, 단순한 정보를 간편하게 송출할 때 사용되었다. 이후 이 장치와 키잉처리기술을 조합하여 자막 등의 투과합성표시(슈퍼임포츠)가 가능해져서, 텔레비전 자막표시의 주력기술이 되었다. 1970년대와 1990년대에 걸쳐 컴퓨터의 화상처리기술이 진보하여 거의 사용되지 않게 되었다.
그런데 일본 방송업계에서는 텔롭이라는 말이 전체화면 표시의 정지화면 그 자체, 텔롭기술을 응용한 자막표시 기술, 그 자막 자체 등을 가리키는 일반명사로 바뀌었다.  불투명 투영기 기술이 더 이상 사용되지 않게 된 시대에도 뉴스미디어를 중심으로, 특히 자막 합성을 의미하는 단어로서 “텔롭”이라는 말이 이용된다. 그래서 일본어 자료에서 텔롭이라는 말이 사용되면 자료가 만들어진 시대, 맥락에 따라 “텔롭”이라는 것이 기술을 가리키는 것인지, 전체화면 표시 정지화면을 가리키는 것인지, 자막을 가리키는 것인지 구별이 필요하다.